# Ice Cream Cake (EP)
《Ice Cream Cake》는 대한민국의 걸 그룹 레드벨벳의 첫 번째 미니 앨범이다. 다섯 번째 멤버 예리가 처음으로 등장한 음반이다. 2015년 3월 17일 디지털로 발매하였으며, 다음 날인 3월 18일 실물로 발매하였다. 음반은 두가지 버전으로 발매하였으며, "Ice Cream Cake"와 "Automatic"을 포함한 여섯 트랙을 수록하고 있다.

## 과정
2015년 2월 1일, 레드벨벳이 캘리포니아주 팜데일의 캘리포니아 사막을 배경으로 한 뮤직 비디오를 촬영한 사실이 확인되었다. 이 촬영 현장 사진 속 레드벨벳과 함께 있는 SM 루키즈 소속의 여성 멤버가 다섯 번째 멤버가 될 것이라는 루머가 돌기 시작했다.
2015년 3월 11일, SM 엔터테인먼트는 유튜브 채널의 영상 업로드를 통해 SM 루키즈 멤버 예리를 레드벨벳의 새로운 멤버로 정식 공개하였다. 같은 날, 그룹의 첫 번째 음반의 제목 Ice Cream Cake도 공개하였다. 3월 14일, Automatic의 뮤직 비디오가 공개되었다. SM 엔터테인먼트는 그룹이 더블 타이틀 트랙 "Ice Cream Cake"와 "Automatic"으로 활동할 것이라고 밝혔다.

## 버전
미니 음반은 Ice Cream Cake와 Automatic의 두 가지 버전으로 발매하였다. 수록곡의 차이는 없으나, 음반 커버와 실물 디스크, 음반에 포함된 화보집이 서로 다르다.

## 평가
| 전문가 평가 | 전문가 평가 |
| 평가 점수   | 평가 점수   |
| 출처        | 점수        |
| ----------- | ----------- |
| 이즘        | [ 8 ]       |

이즘의 김도헌은 "보다 '대중적인' f(x)의 트랙, 혹은 보다 '실험적인' 소녀시대의 노래를 연상케 하지만 레퍼런스의 인상은 적다. 1990년대 여성 가수들의 알앤비와 동시대의 일렉트로팝 뮤지션을 적절히 배합한 음악도 기대 이상이다. 팬심이나 기대감에 호소하지 않아도 음악 자체 승부가 가능하다."며 별점 만점 5점 중 3.5점을 부여했다.

## 활동
SM 엔터테인먼트는 3월 18일 네이버 뮤직을 통해 Ice Cream TV를 생방송하여 레드벨벳이 직접 새로운 음반을 소개할 것이라고 알렸다. 프로그램의 진행은 샤이니의 멤버 민호가 맡았으며, 레드벨벳은 수록곡 라이브 무대, 컴백 소감, 첫 음반 소개를 비롯한 다양한 토크, 각 멤버의 개인  방송 등을 선보였다.
그룹은 3월 19일 싱글 "Automatic"과 "Ice Cream Cake" 활동을 시작하였다. 첫 방송은 Mnet의 엠카운트다운이었으며, 3월 20일 KBS 뮤직뱅크, 3월 22일 SBS 인기가요에 출연하였다. 타이완에서 열린 SM TOWN 콘서트에서는 다섯 명의 멤버로는 해외에서 처음으로 "Ice Cream Cake" 공연을 펼쳤다.

## 차트 성적
음반은 가온 주간 음반 차트에서 1위로 데뷔하였으며, 빌보드의 월드 앨범 차트에서는 2위로 데뷔하였다. 2015년 4월 4일에는 빌보드 탑 히트시커스 25위를 기록하였다.

## 트랙 리스트
| #            | 제목                     | 작사                 | 작곡                                                                                  | 편곡                                          | 재생 시간 |
| ------------ | ------------------------ | -------------------- | ------------------------------------------------------------------------------------- | --------------------------------------------- | --------- |
| 1.           | 〈Ice Cream Cake〉       | 조윤경               | Trinity Music (Hayley Aitken, Sebastian Lundberg, Fredrik Haggstam, Johan Gustafsson) | Trinity Music                                 | 3:11      |
| 2.           | 〈Automatic〉            | 최소영 (Jam Factory) | Daniel Klein, Charlotte Taft                                                          | Daniel Klein, Charlotte Taft                  | 3:31      |
| 3.           | 〈Somethin Kinda Crazy〉 | Kenzie               | Kenzie, Red Rocket, Charlotte Taft                                                    | Kenzie, Red Rocket, Charlotte Taft            | 3:20      |
| 4.           | 〈Stupid Cupid〉         | 성현빈               | 앤드류 최, 220, Hayley Aitken, Cha Cha Malone                                         | 앤드류 최, 220, Hayley Aitken, Cha Cha Malone | 3:30      |
| 5.           | 〈Take It Slow〉         | 이주형, G-High       | 이주형, G-High                                                                        | 이주형, G-High                                | 3:32      |
| 6.           | 〈사탕〉 (Candy)         | 홍지유               | Claire Rodrigues Lee, Kevin Charge                                                    | Score                                         | 4:23      |
| 총 재생 시간 | 총 재생 시간             | 총 재생 시간         | 총 재생 시간                                                                          | 총 재생 시간                                  | 21:26     |

## 차트
| 차트 (2015)                 | 최고 순위 |
| --------------------------- | --------- |
| 대한민국 (가온 앨범 차트)   | 1         |
| 미국 월드 앨범 (빌보드)     | 2         |
| 미국 탑 히트시커스 (빌보드) | 25        |

| 차트 (2015)               | 최고 순위 |
| ------------------------- | --------- |
| 대한민국 (가온 앨범 차트) | 8         |